# Ottimismo democratico
Ottimismo democratico è un cofanetto contenente un libro fotografico e un DVD con cortometraggi, ideato e prodotto da Antonio Rezza e Flavia Mastrella e pubblicato nel 2009 dalla Kiwido di Federico Carra.

## Descrizione DVD
Il DVD propone un vero e proprio percorso tra i cortometraggi realizzati da Flavia Mastrella e Antonio Rezza tra il 1990 e il 1999. I film, realizzati in bianco e nero e con un basso budget, mettono in risalto una decadenza cultura accentuata ulteriormente dalla presenza scenica di Rezza e dalle espressioni e dai dialoghi grottesco-surreali. Il DVD contiene anche il documentario inedito Il passato è il mio bastone, presentato al Festival di Venezia nel 2008 con immagini del girato mai montato e con gli interventi critici di Cristiana Piccino, Steve Della Casa, Giovanni Spagnoletti, Fabio Ferzetti, Marco Dotti, Paolo D'Agostini, Morando Morandini, Enrico Ghezzi e Roberto Silvestri. I corti inseriti nel DVD sono: Suppietij (1991), Larva (1993), De Civitate Rei (1993), Il piantone (1994), Fiorenzo (1995), Zero a zero (1995), Schizzopatia (1995), L'handicappato (1997), Hai mangiato? (1997), Porte (1997), Virus (1997), Il Mosè di Michelangelo (1999) e Il passato è il mio bastone (2008).

## Descrizione libro
Il libro fotografico, curato dagli stessi autori Rezza e Mastrella, propone gli scatti di Martina Villiger anche questi in bianco e nero. Il libro è composto da 64 pagine in formato 180x120 mm.